# Mazon (Neumarkt)

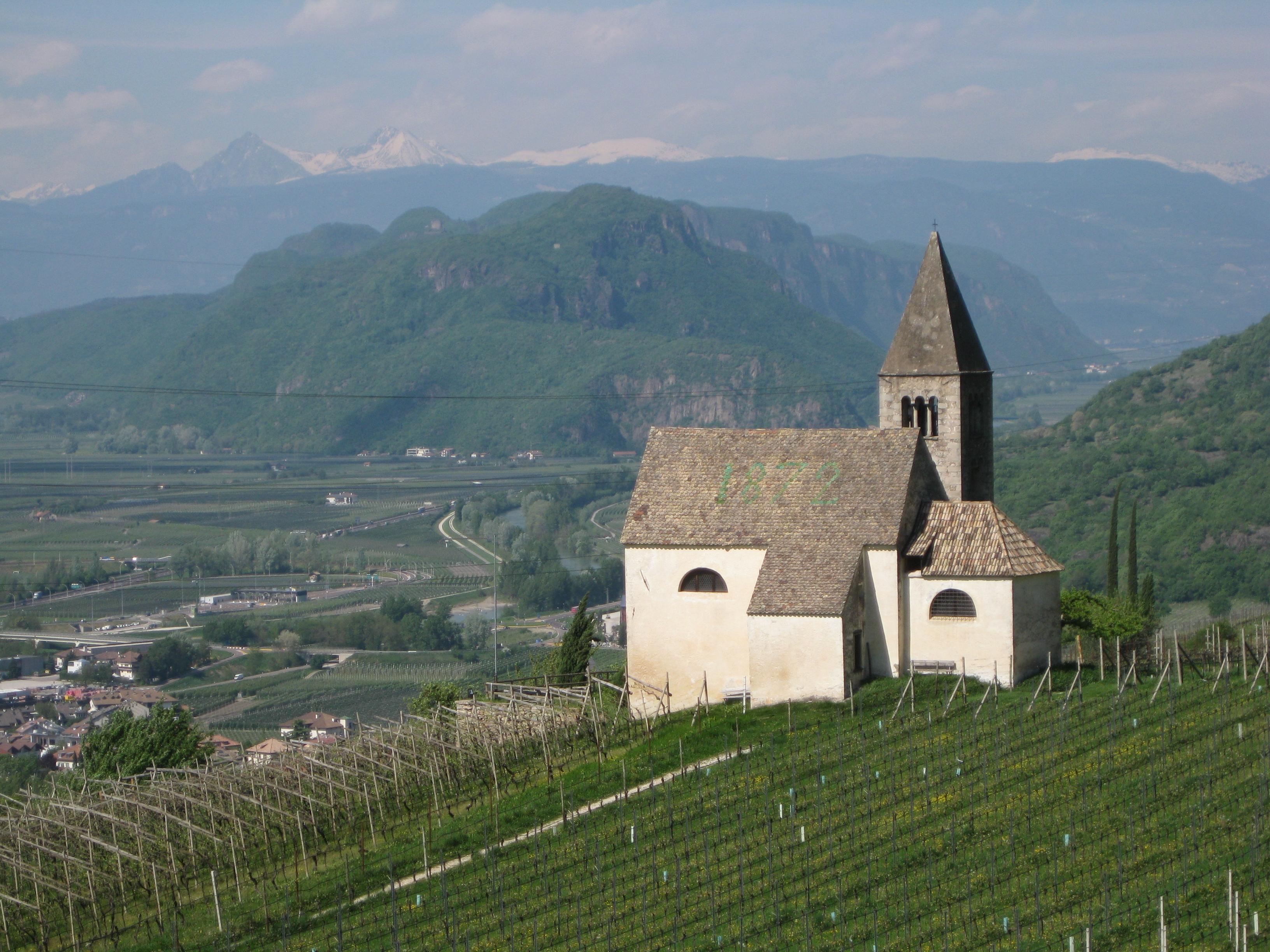
Blick auf St. Michael in Mazon

Mazon ([maˈtsoˑn]; italienisch Mazzon) ist eine Fraktion der Gemeinde Neumarkt in Südtirol. Die Ortschaft liegt auf der orographisch linken, östlichen Seite erhöht über dem Etschtal im Südtiroler Unterland. Sie nimmt dort eine von weitläufigen Reblandschaften des Südtiroler Weinbaugebiets geprägte Hangterrasse an den Ausläufern der Königswiese ein, die  nordseitig zum Ausgang des Mühlentals abfällt, westseitig zum Gemeindehauptort Neumarkt. Mazon hat keinen echten Ortskern, sondern besteht aus auf der Hangterrasse verstreuten Weinhöfen.

## Geschichte
Der Ortsname ist ersturkundlich 1300 als Meczan bezeugt und dürfte auf einen lateinischen Prädiennamen zurückzuführen sein. Seit dem Spätmittelalter gehörte Mazon, gemeinsam mit der Vill und Mühlen, als Teil des Viertels Neumarkt zum Gericht Enn-Kaldiff. Im Jahr 1396 treten die Bewohner in Verhandlungen mit dem Dominikanerkloster San Lorenzo in Trient urkundlich hervor. Ebenso werden die Meczaner, Villner und die in Müllen 1398 in einem gerichtlichen Schiedsspruch genannt.

## Sehenswürdigkeiten
Auf das 12. Jahrhundert geht die am Nordrand des Plateaus stehende Burgruine Kaldiff zurück; ihr Kastenamt fungierte lange Zeit als landesfürstlicher Gerichtssitz. Kaldiff wurde seit dem 14. Jahrhundert von den Tiroler Landesfürsten an Gerichtspfleger wie Volkmar von Burgstall, Diepolt von Katzenstein und Heinrich von Rottenburg ausgegeben.
Die kleine, freistehende St.-Michael-Kirche ist ein im Kern spätromanischer Bau des 14. Jahrhunderts, der im 17. Jahrhundert mit Kreuzgratgewölbe über Pilastern eingedeckt und mit einem Chor und einer Seitenkapelle versehen wurde; neben Fresken an der nördlichen Außenseite aus der Zeit der Ersterrichtung befinden sich im Gebäudeinneren Wandmalereien an der hölzernen Empore aus der ersten Hälfte des 17. Jahrhunderts. Die Kirche und ihr Vermögen wurden von eigenen Kirchpröpsten verwaltet, die bereits 1396 mit Jacobus de Metzan hervortreten.